# Flash Gordon (pinball)
Flash Gordon é uma máquina de pinball produzida pela Bally Technologies. O projeto começou em 13 de maio de 1980 e foi produzida em fevereiro de 1981. Foi a primeira máquina de pinball com diferentes níveis, assim como a primeira a usar o sistema "Squawk and Talk" de som. Foi também o segundo jogo da Bally com fala.